# Pruské Slezsko
Pruské Slezsko (oficiálně Provincie Slezsko, německy Provinz Schlesien, zkráceně Slezsko, Schlesien) bylo v letech 1742–1945 jednou z částí Pruska (od roku 1871 v rámci Německa), v letech 1815–1919 a pak 1938–1941 jednou z jeho provincií. Jeho součástí se v roce 1743 stalo i Kladsko, do té doby jeden z vnějších krajů Čech. Metropolí bylo město Vratislav (německy Breslau). Oblast patřila k hospodářsky důležitým oblastem Pruska i celého Německa, zejména díky bohatým nalezištím černého uhlí. Zhruba tři čtvrtiny obyvatel tvořili (do roku 1945) Němci, necelou čtvrtinu Poláci, soustředění na východě, a na nejjižnějším okraji převažovali českým nářečím hovořící Moravci.

## Historický vývoj

### Do roku 1918

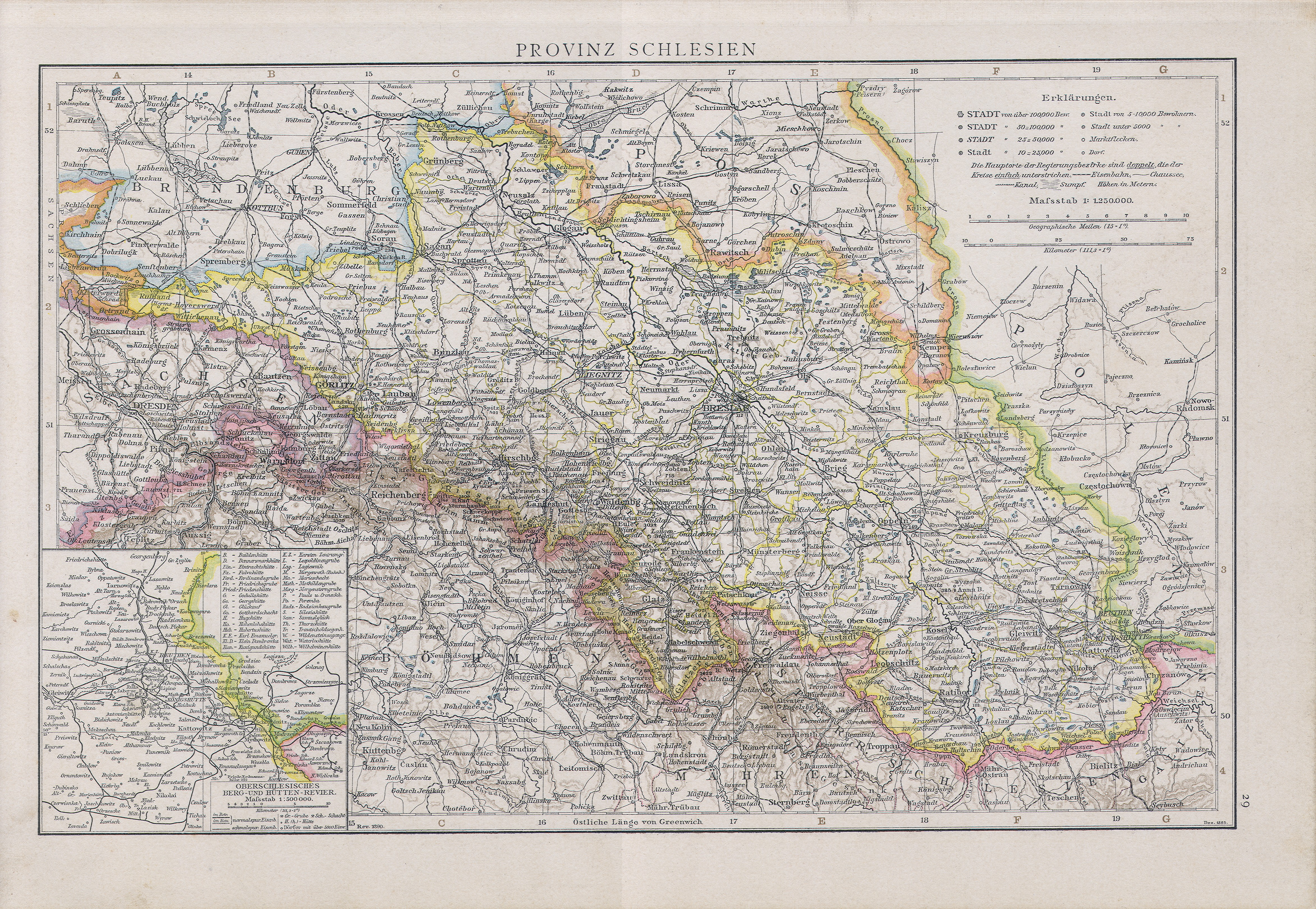
Mapa Pruského Slezska („Provincie Slezsko“) v roce 1890

Od středověku až do roku 1742 bylo celé Slezsko (s výjimkou Krosenska, které roku 1482 získalo Braniborské markrabství) součástí zemí Koruny České. Po prohrané první slezské válce ztratila Marie Terezie Vratislavským mírem 11. června 1742 většinu Slezska (včetně Kladska) ve prospěch Pruska. Kromě ztráty území přišla katolická panovnice Marie Terezie o značnou část obyvatelstva i z jiného důvodu. V celém průběhu slezských válek, na pozvání pruského krále Friedricha II. Velikého, odcházeli čeští nekatolíci ze země – a to pod ochranou pruských vojsk. Organizováním hromadné emigrace z českých zemí do řídce obydleného Pruského Slezska byl pověřen pruský generál von Kalckstein a kněz Jan Liberda. Po Vídeňském kongresu se součástí Pruského Slezska stala i severovýchodní polovina Horní Lužice (do roku 1825 však okres Hoyerswerda náležel k provincii Braniborsku) získaná od Saského království a Pruské Slezsko se stalo jednou z deseti provincií (jako provincie Slezsko, německy Provinz Schlesien) Pruského státu. V jeho rámci se roku 1871 stalo součástí Německého císařství.

### 1918–1945
Po skončení první světové války 28. října 1918 obsadilo obnovené Polsko okrajová území Pruského Slezska (území jihozápadně od Bojanowa a Kaczkowo s okolím; a území západně od města Kepno s městy Bralin, Domaslów, Sosnie, Rychtal) a začlenilo je do Poznaňského vojvodství. 14. října 1919 došlo k rozdělení Pruského Slezska na provincie Dolní Slezsko (hlavní město Vratislav) a Horní Slezsko (hlavní město Opolí). Podle Versailleské mírové smlouvy se mělo v Horním Slezsku konat referendum o příslušnosti tohoto národnostně smíšeného území. 10. ledna 1920 se pak jižní část hornoslezského okresu Ratiboř (Hlučínsko) stala součástí Československa. Na základě výsledku referenda se východní část Horního Slezska stala 20. října 1921 součástí Polska, které ji začlenilo do Slezského vojvodství.

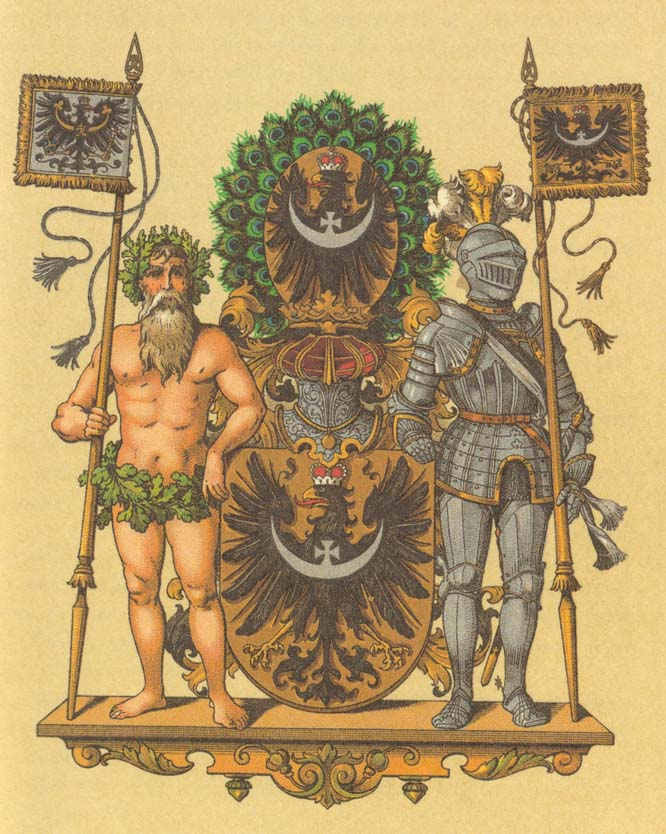
Znak pruské Provincie Slezsko

1. dubna 1938 bylo Pruské Slezsko opět sjednoceno do jedné provincie. Dne 2. září 1938 byla k Pruskému Slezsku připojena malá jižní část zrušené provincie Hraniční marka Poznaňsko – Západní Prusko. 
Po Mnichovu se Hlučínsko stalo přímou součástí nacistického Německa a v rámci Pruska bylo začleněno zpět do Pruského Slezska. Po německém vpádu do Polska v září 1939 ovládlo nacistické Německo celou polskou část Slezska. 26. října 1939 bylo k Pruskému Slezsku připojeno dosavadní polské Slezské vojvodství. Část Slezska, která v letech 1918–1939 náležela k polskému Poznaňskému vojvodství, se 1. listopadu 1939 stala součástí Říšské župy Poznaňsko, 29. ledna 1940 přejmenované na Říšskou župu Povartí (něm. Reichsgau Wartheland). Provincie Slezsko pak byla 29. ledna 1941 opět rozdělena na provincie Dolní a Horní Slezsko a tento stav pak trval až do konce druhé světové války.

### Po roce 1945
Koncem druhé světové války obsadila celé Pruské Slezsko vojska SSSR. Anulací Mnichovské dohody došlo k restauraci meziválečného rozdělení Slezska, přičemž území východně od řeky Lužické Nisy (tedy drtivá většina; včetně do té doby saského území okolo města Reichenau/Bogatynia) bylo na základě rozhodnutí postupimské konference dáno 2. srpna 1945 do správy Polska, i když se zatím formálně nestalo jeho součástí. 
26. prosince 1945 pak Polsko tuto oblast anektovalo (další administrativní vývoj viz Polské Slezsko). Německá demokratická republika oficiálně uznala tento stav (hranici na linii Odra–Nisa) Zhořeleckou smlouvou roku 1950, zatímco Spolková republika Německo až roku 1970 tzv. Varšavskou smlouvou – do té doby označovala anektovaná území jako „německá území pod polskou správou“ (nicméně reálně na ně žádný nárok nevznášela).
Část Horní Lužice západně od Lužické Nisy, která patřila do roku 1945 k Pruskému Slezsku, byla na základě výsledků referenda připojena v rámci sovětské okupační zóny Německa k Sasku. Pruské Slezsko (stejně jako celé Prusko) tak jako územní útvar zaniklo.

## Administrativní členění

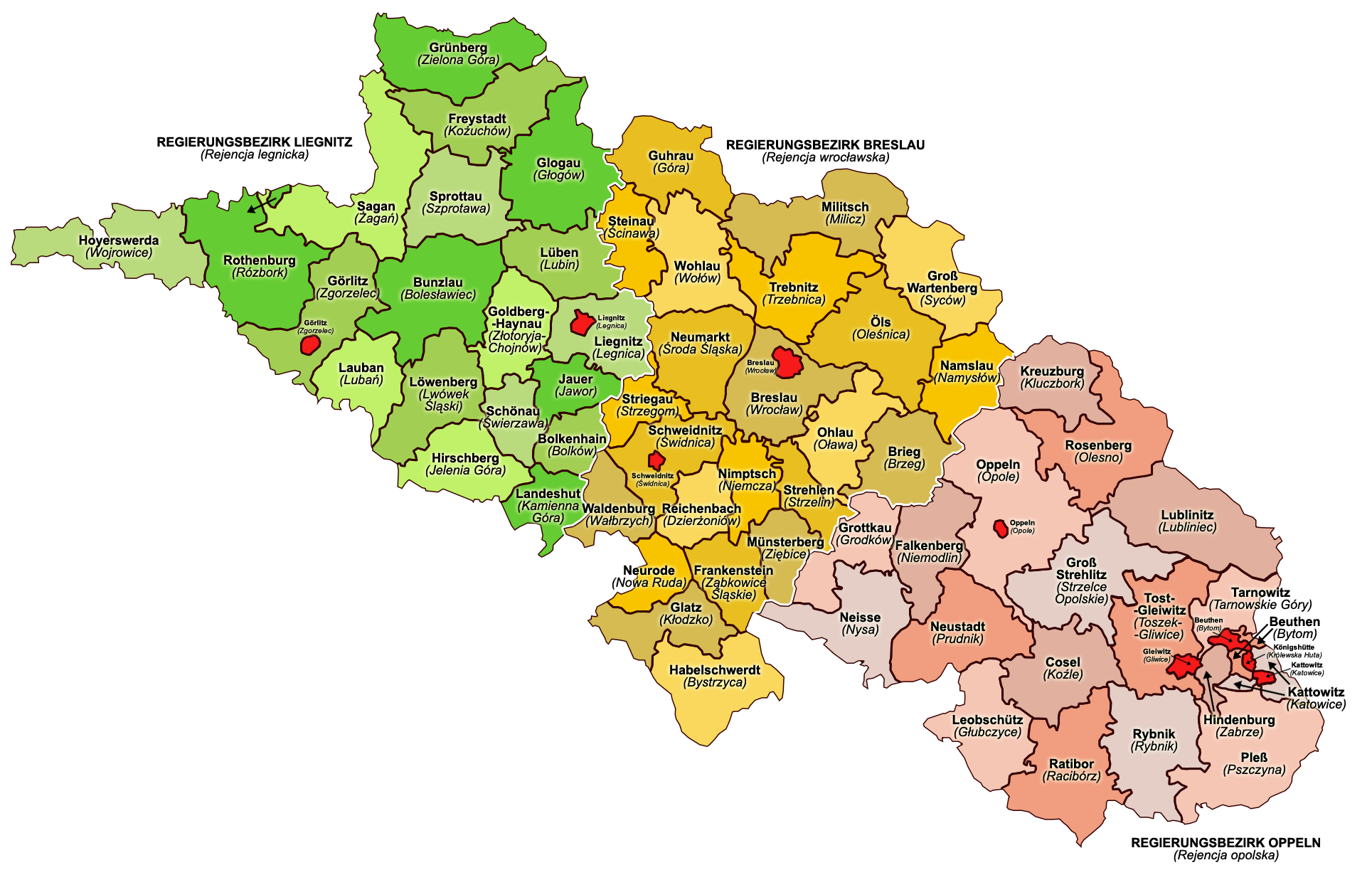
Mapa administrativního členění Pruského Slezska v roce 1905

### Vládní obvody
- 1818–1820: 4 vládní obvody (Regierungbezirke): Breslau (Vratislav), Liegnitz (Lehnice), Oppeln (Opolí), Reichenbach (Dzierżoniów).
- 1820–1939: 3 vládní obvody. Reichenbach zrušen a jeho území rozděleno mezi Breslau a Liegnitz.
- 1939–1945: 4 vládní obvody. Vytvořen vládní obvod Kattowitz (Katowice).